# 1-я Украинская повстанческая дивизия
1-я (Украинская) Повстанческая дивизия — соединение советских войск в период Гражданской войны в России (сентябрь — ноябрь 1918 года).

## История
В начале сентября 1918 года ЦК КП(б) Украины принял решение о формировании в «нейтральной зоне», установленной между Советской Россией и германской оккупационной зоной на Украине Брестским мирным договором, двух повстанческих дивизий — 1-й Повстанческой дивизии из отрядов Таращанского и Новгород-Северского уездов Черниговской губернии, дислоцировавшихся в районе Сураж — Унеча — Стародуб — Новгород-Северский — Глухов, и 2-й Повстанческой дивизии, расположившейся в южных уездах Курской губернии.
22 сентября на основании этого решения был подписан приказ № 6 Всеукраинского Центрального ВРК о формировании 1-й и 2-й Повстанческих дивизий.
Атаманом 1-й Повстанческой дивизии (позднее, начальником дивизии) был назначен Н. Г. Крапивянский, начальником штаба — Петриковский (Петренко) С. И..
Партизаны были сведены в 3 пехотных куреня (позже полка) по 1000 человек:
- 2-й Повстанческий полк, получивший название Таращанского (командир В. С. Баляс, затем М. Д. Барон, затем В. Н. Боженко[3]);
- 3-й Повстанческий полк им. Богуна, получивший название Богунского (командир Н. А. Щорс[4]) (формирование полка было завершено 24 сентября 1918 г);
- 4-й Повстанческий полк (командир Я. А. Кисель)[1].
- В составе дивизии первоначально находился и 1-й полк Червонного казачества — атаман В. М. Примаков[5][6][1].

К концу сентября в дивизии числилось личного состава: 6700 пехотинцев и 450 конников, на вооружении имелось 14 орудий, в каждом полку от 10 до 18 пулемётов «Максим» и 5-6 пулемётов «Кольт», 20-30 пулемётов «Льюис».
В сентябре — октябре были приняты решения по формированию новых организационных единиц — бригад:
- 1-я бригада Червонного казачества (командир В. М. Примаков) в составе 1-го и 2-го полков Червонного казачества (сформирована приказом по дивизии № 5 от 2 сентября 1918 г.).
- 2-я бригада (командир Н. А. Щорс) в составе 3-го Богунского и 2-го Таращанского полков (сформирована приказом по дивизии № 6 от 4 октября 1918 г.)[1].

Штабы бригад не формировались, а функции комбригов выполняли командиры полков В. М. Примаков и Н. А. Щорс.
В конце октября 4-й Повстанческий полк получил новый номер в составе дивизии и стал именоваться 6-м Повстанческим полком.
При штабе дивизии была сформирована рота охраны численностью около 700 человек. Из неё планировалось позднее сформировать 5-й полк и использовать его как резерв командира дивизии.
В конце октября — первой половине ноября руководством КП(б)У была сделана попытка передать советские повстанческие части в состав Красной Армии и отправить их на фронт против белоказаков. Это вызвало крайнее недовольство среди повстанцев и привело к массовому дезертирству.
К этому времени относится и следующий эпизод: когда в ходе подготовки наступления на Харьков дивизия получила соответствующий приказ, его выполнили только 1-й полк Красного казачества и 4-й Повстанческий полк. Остальные полки отказались выступать, ссылаясь на директиву В. И. Ленина, согласно которой их назначение состояло в «освобождении Украины». По итогам расследования по данному поводу начдив Н. Г. Крапивянский был отстранён от командования, комиссар — предан суду. Новым начальником дивизии был назначен И. С. Локатош (ранее сотрудник Царицынской ГубЧК), комиссаром — И. Панафидин, начальником штаба — Фатеев.
В ноябре 1-й полк Червонного казачества и 6-й Повстанческий полк были переведены в состав 2-й Повстанческой дивизии. В этот же период в 1-й Повстанческой дивизии были созданы:
- 3-й Повстанческий полк, получивший название Новгород-Северского (командир Черняк Т. В.), — переименованный 2-й полк Червонного казачества;
- Нежинская рота (командир П. Несмеян) — сформированная из роты охраны штаба дивизии. Впоследствии рота была преобразована в батальон, а затем в 4-й Повстанческий Нежинский полк (приказ по дивизии № 2 от 24.11.1918 г.).
- на базе части полковых артбатарей был сформирован 1-й лёгкий артдивизион (командир дивизиона Хомиченко)[1].

В ноябре дивизия входила в состав Резервной армии Орловского военного округа, в ноябре-декабре — в состав Группы войск курского направления, сформированной 18 ноября 1918 года.
Постановлением Военного совета Группы войск курского направления № 3 от 21 ноября 1918 г. стала именоваться Особой повстанческой дивизией (приказ по дивизии № 21 от 24 ноября 1918 г.).
30 ноября была образована Украинская советская армия, в состав которой вошла и 1-я Повстанческая дивизия
6 декабря 1918 года на основании предписания Военного совета Группы войск курского направления была переименована в 1-ю Украинскую советскую дивизию (приказ по дивизии № 42 от 6 декабря 1918 г.).
В ноябре-декабре 1918 года дивизия участвовала в боях против гайдамаков, германских войск, в освобождении городов Стародуб, Новгород-Северский.

## Полное наименование
1-я Повстанческая дивизия

## Подчинение
| Фронт                      | Армия                         | Корпус                                   | Примечания |  |
| 22 сентября 1918           | Всеукраинский центральный ВРК |                                          |            |  |
| Ноябрь 1918                | Орловский военный округ       | Резервная армия                          |            |  |
| 17-30 ноября 1918          |                               | Особая группа войск Курского направления |            |  |
| 30 ноября — 6 декабря 1918 |                               | Украинская советская армия               |            |  |
| -------------------------- | ----------------------------- | ---------------------------------------- | ---------- |  |

## Командование
Начальники дивизии (атаманы):
- Николай Григорьевич Крапивянский (22.09.1918)[2][6]
- И. С. Локатош[6] (начало ноября 1918 —)

## Другие командиры
- 1-й Таращанский курень — атаман В. С. Баляс (22.09.1918, ранен)[6], позднее В. Н. Боженко[3][6][1]
- 2-й Богунский курень — атаман Н. А. Щорс (октябрь-ноябрь 1918)[4][6][1]
- 3-й Новгород-Северский курень — атаман Т. В. Черняк (22.09.1918-…).[6][1]
- 1-й курень Червонного казачества — атаман В. М. Примаков[5][6][1]

## Состав
На конец сентября 1918:
- Управление дивизии в Новгород-Северском уезде Черниговской губернии.[6]
- 1-й Таращанский курень (формирование начато 22 сентября, численность 1000 человек, позже полк).[6]
- 2-й Богунский курень (формирование начато 22 сентября и завершено 24 сентября 1918, численность 1000 человек, позже полк).[6]
- 3-й Новгород-Северский курень (формирование начато 22 сентября, численность 1000 человек, позже полк).[6]
- 1-й курень Червонного казачества.[6]

Изменения в составе 1-й Повстанческой дивизии в октябре-ноябре 1918 года:
- 1-й полк Червонного казачества — атаман Примаков В. М. (до ноября 1918 г., затем полк был передан в состав 2-й Повстанческой дивизии);
- 1-й повстанческий Таращанский полк (1000 человек) — атаман Баляс В. С. (позже Барон М. Д., затем Боженко В. Н.);
- 2-й повстанческий полк имени Богуна (с ноября 1918 г. — 1-й Богунский) (1000 человек) — атаман Щорс Н. А.;
- 3-й повстанческий Новгород-Северский полк (1000 человек) — атаман Черняк Т. В. (сформирован в ноябре 1918 г.);
- 4-й повстанческий (в октябре 1918 г. переименован в 6-й повстанческий) полк — до октября 1918 г. атаман Кисель Я. А.;
- 4-й повстанческий Нежинский полк (с ноября 1918 г.) — атаман Несмеян П.;
- 5-й повстанческий полк (фактически — рота охраны 700 человек);
- 6-й повстанческий полк — в октябре-ноябре 1918 г. атаман Черняк Т. В. (в ноябре 1918 г. полк был передан в состав 2-й Повстанческой дивизии);
- 1-й лёгкий артдивизион (14 орудий) — атаман Хомиченко (с ноября 1918 г.);
- штабные и тыловые части и подразделения.